# Goutum
Goutum est un village de la commune néerlandaise de Leeuwarden, dans la province de Frise.

## Géographie
Le village est situé au sud de la ville de Leeuwarden, dont elle est séparée par le canal Van Harinxma.

## Histoire
L'origine du village remonte au Moyen Âge quand il a été établi sur un monticule dominant une zone de marais. Longtemps à vocation agricole, le village ne comprend que 34 maisons et 252 habitants en 1840. Après avoir fait partie de la commune de Leeuwarderadeel, Goutum est rattaché à celle de Leeuwarden en 1944.

## Démographie
Le 1er janvier 2018, le village comptait 3 105 habitants.